# Casa Museo del Voltreganès
La Casa Museo del Voltreganès es un museo que se encuentra en el Paseo de Condes Lacambra núm. 3 de Vinyoles, Las Masías de Voltregá. Se trata de un museo de historia local donde se muestran los objetos del día a día de una familia de Osona del XIX y XX.
Se trata de un espacio de representación de la vida cotidiana de la población local, en un marco espaciotemporal determinado: doscientos cincuenta años de nuestra historia – de 1750 a 1950 – en los municipios de la antigua baronía de Voltregà (San Hipólito, Les Masies y Santa Cecília).

## Edificio
La Casa Museo del Voltreganès se trasladó de lugar y de población, Con motivo de hacerse una escuela nueva y, por tanto, quedar el espacio libre, se hace la propuesta del Ayuntamiento de Les Masies de Voltregà, el año 2012 y, actualmente, el museo está ubicado en la antigua escuela Condes de Lacabra en Vinyoles, Les Masies de ´Este edificio fue financiado por la Condesa de Lacambra para facilitar el acceso al estudio a toda la población de Vinyoles y en especial a los hijos de los empleados de la empresa La Farga Lacambra. La inauguración de la escuela fue hecha por el Rey Alfonso XIII en 1920.La primera planta la ocupa el museo-exposición y un primer piso con un multiespacio y despacho de administración
Los visitantes pueden disfrutar y descansar en un espacio en el exterior, antiguo patio de colegio.

## Exposición permanente
La exposición está dividida en varias secciones, evocando una casa de época. La museografía intenta recrear los ambientes familiares con la mayor fidelidad posible.
- El espacio de la escuela : Se puede ver una pizarra, un pupitre antiguo, el armario del maestro, libros (generalmente de finales de XIX y principios del XX), así como una estufa de leña y carbón para calentarse. Los utensilios para realizar labores ponen el foco en el importante cambio social acaecido no hace tantos años respecto a la educación de la mujer – aún en tiempos de nuestras madres, a la mujer se le enseñaba a coser, entre otros aprendizajes considerados propios de su rol como futuras madres de familia y amas de casa.

- Secciones temáticas, que sirven de nexo entre las diferentes estancias reproducidas, donde se pueden ver juguetes clásicos, útiles para la higiene personal: navajas de barbero, alguna de las primeras sacapuntas eléctricas de afeitar, pinzas para rizar cabello... Planchas, cámaras fotográficas, tazas, unos prismáticos que se utilizaron en las campañas del Norte de África de principios del XX ... pueblan las vitrinas a lo largo del pasillo principal.

- Textos y fotografías : explicativas de la vida y las realidades económicas de la comarca, complementados con objetos, completan el recorrido: las hierbas medicinales; la vida a labrador y la industria textil: la explotación agrícola de la Plana se estructuraba en minifundios, grupos de pequeñas masoverías alquiladas, propiedad de un mismo dueño. Los masoveros pagaban al arrendador tanto con dinero como en especie. La subsistencia del masovero y su familia dependía del producto de la tierra y de los animales domésticos.

- La matanza del cerdo tiene un lugar destacado: cada casa solía tener al menos un cerdo; la matanza se hacía en otoño, y se elaboraban embutidos y productos que se trataban de tal modo que, aprovechando el adecuado clima de la Plana de Vic, se pudieran conservar con gran calidad.

- El trabajo en labrador, el hombre repartía su tiempo entre el trabajo del campo, el mantenimiento del ganado así como el pastoreo. Algunos animales se utilizaban para ayudar con las tareas más duras del campo - y del bosque (por ejemplo, recoger leña). Dedicaba además un tiempo a la caza, que suponía también un aporte para la subsistencia de la familia. – La mujer cuidaba a los animales más pequeños y que servían para la alimentación diaria y para vender a mercado en Vic. El dinero obtenido con esta venta servía para comprar alimentos básicos como el arroz, el aceite, ropa, zapatos, etc. Además, la mujer se preocupaba de tener la casa limpia, la comida hecha y la ropa lista. La industria textil, que empieza a imponerse tarde, a finales del XIX, significó un verdadero cambio social en el Voltreganés. La mujer se beneficia de este cambio: puede salir a trabajar fuera de casa y aporta unos ingresos extra a la economía familiar, además de suponer para ella un aumento de su "autoestima" e "independencia" (a priori, porque el trabajo de casa debía realizarse igualmente –sin embargo, suele considerarse como un hito).

- Orquestas y grupos musicales que proliferaron en Sant Hipòlit hasta la primera mitad del siglo pasado. Instrumentos auténticos y fotografías de las orquestas rememoran una época de cierto movimiento cultural, en la que también estuvo muy notorio el teatro. De nuevo, se percibe un gran contraste con la situación actual en nuestros pueblos...

- Estancias del hogar tradicional :

El dormitorio
espacio de intimidad, "donde se abrazaban los secretos más secretos con las verdades más absolutas". Se trata, con seguridad, de una de las estancias que menos ha variado con el paso del tiempo, aunque, como rasgo diferencial, el visitante puede contemplar un espacio adyacente con referencias a las raíces cristianas del Voltreganès, que marcaron la vida de la gente
hasta tiempos recientes. Un Cristo presidiendo el cabezal de la cama, o un reclinatorio para la oración son rasgos remarcables.
La común
se trata del original de la misma casa donde se ubica el museo. Construida unos años más tarde que el resto de la planta inferior del edificio, permanece en su estado primigenio, adornada además con los elementos que correspondían a la época recreada. - Inicialmente, se eleva un espacio por encima del corral evitando ensuciarse los pies. Más adelante se sustituye el tiro directo por un sifón que canaliza los fluidos hacia un pozo negro . "Estás en un lugar donde el más cobarde se mea y el más valiente se caga" (lema del anecdotario popular).
Comedor
Era la estancia reservada para encuentros y fiestas familiares, reuniones especiales, celebraciones...
Cocina
Los elementos de esta cocina cubrían el período comprendido entre 1800 y 1950. La cocina de carbón, el fuego en el suelo, el escurreplatos, platos, cubertería y otros objetos dan una idea de conjunto de las cocinas de antaño. Espacio central de la vida diaria era donde, aparte de comer, se reunía a la familia y se hablaba. Normalmente, junto a la cocina, había un espacio donde la mujer cosía, planchaba la ropa que antes se había lavado en el lavadero o en el río – según disponías de un pozo en casa o no – el agua para consumo humano, de lo contrario, se iba a buscar a la fuente. – El visitante puede observar ambos elementos, pozo y lavadero.
- Herramientas, de los diferentes oficios a que los hombres se dedicaban si no estaban ligados al campesinado: cesteros, herreros, zuecos, zapateros, barberos, carpinteros, cerrajeros, carreteros, albañiles, etc. En familias numerosas, normalmente, el hijo segundo se dedicaba a la vida religiosa, eclesiástica. El primogénito era el encargado de conservar el patrimonio familiar (heredero). - Por otra parte, una referencia a las modistas ya los sastres del Voltreganès, que precedieron a la llegada del textil y que también supusieron otro recurso económico para la subsistencia de muchas familias de nuestros pueblos.
- La tienda
- Reproducción de la tienda tradicional de pueblo.
- Pequeña sala rosa
- Este espacio sirve para pasar audiovisual, dar conferencias y exposiciones.

### Piezas destacadas
- Irrigador Éguisier